# Ingall
Ingall est une commune rurale du Niger, dans la région d’Agadez.
Elle comptait environ 44 967 habitants en 2010[réf. souhaitée].

## Géographie
La commune d'Ingall s'étend sur 61 171 km2 et est frontalière de l'Algérie au nord et du Mali au nord-ouest.
| Mali                   | Algérie   | Gougaram, Dannet     |
| Tassara                | Ingall    | Dabaga, Tchirozérine |
| Tchintabaraden, Tamaya | Gadabédji | Aderbissinat         |

## Personnalités
- Akoli Dawel (1937-), homme politique, est né à Ingall.